# 브라보 (미국의 텔레비전 채널)

브라보(Bravo)는 미국에서 송출하는 텔레비전 유선방송 채널이다. NBC 유니버설 소속. 주로 미술과 영화 프로그램이 많지만, 스포츠 프로그램도 편성한다.

## 연혁
1980년 12월 1일 개국하였다. 이때는 당시 미국의 방송사였던 레인보우 미디어 소속이었으며, 표어는 당시 '최초의 텔레비전 서비스는 영화와 활동적인 미술 전용입니다.'라는 표어였다. 몇 번에 계승 절차 뒤에 2004년 NBC 유니버설의 소속으로 들어가게 되었다.

## 채널 번호
- AT&T U-verse- 1181/181번(HD/SD)
- 버라이즌 FiOS- 685/185번(HD/SD)
- 디렉TV- 237번(HD/SD 모두)
- 디시 네트워크- 9449번(HD 전용), 129번(HD/SD)